# 日落洞
日落洞，是马来西亚槟城州东北县乔治市的市郊，位于槟榔河的南部流域。